# 太陽と月
『太陽と月』（たいようとつき）は、Suaraの3作目のアルバム。2008年8月27日にフィックスレコードからSACDハイブリッド版としてリリースされた。

## 概要
- 5作目のシングル。「忘れないで」は、アルバムバージョンとして収録されている。

## 収録曲
1. haunting melody [3:59]
作詞：須谷尚子、作曲・編曲：衣笠道雄
2. 光の季節 [4:37]
作詞:BABY FAZE、作曲:衣笠道雄、編曲:大久保薫
3. 真昼の月 [5:20]
作詞：未海、作曲：中上和英、編曲：松岡純也
4. BLUE [6:54]
作詞：大倉雅彦、作曲：Clara、編曲：藤間仁（Elements Garden）
5. 太陽と月 [6:54]
作詞：巽明子、作曲・編曲：松岡純也
6. June [4:17]
作詞：巽明子、作曲・編曲：衣笠道雄
7. 一番星 [4:12]
作詞:U、作曲:石川真也、編曲:衣笠道雄
8. クロール [4:24]
作詞：U、作曲・編曲：光田英生
9. home [2:45]
作詞・作曲：巽明子、編曲：光田英生
10. 大樹のそばで [5:20]
作詞：U、作曲・編曲：松岡純也
11. 水鏡 [4:44]
作詞：未海、作曲・編曲：衣笠道雄
12. 忘れないで（Album Version） [4:10]
作詞： shilo、作曲：shilo、編曲：shilo、石川智久
13. 蕾 -blue dreams- [4:11]
作詞：Bee'、作曲：衣笠道雄、編曲：藤田淳平（Elements Garden）
14. memory [6:53]
作詞：須谷尚子、作曲：下川直哉、編曲：衣笠道雄

## タイアップ
| 曲名             | タイアップ                                                             | 補考                 |
| ---------------- | ---------------------------------------------------------------------- | -------------------- |
| haunting melody  | PS3ゲームソフト『ティアーズ・トゥ・ティアラ』オープニングテーマ        | ゲーム収録CD未発表曲 |
| 光の季節         | テレビアニメ『あさっての方向。』オープニングテーマ                     | 2ndシングル。        |
| BLUE             | TVアニメ『BLUE DROP 〜天使達の戯曲〜』オープニングテーマソング         | 4thシングル。        |
| 一番星           | OVA『ToHeart2』オープニングテーマ                                      | 3rdシングル。        |
| 忘れないで       | テレビアニメ『キミキス』EDテーマソング                                 | 5thシングル。        |
| 蕾 -blue dreams- | テレビアニメ『BLUE DROP 〜天使達の戯曲〜』エンディングテーマ           | 4thシングル。        |
| memory           | PS3ゲームソフト『ティアーズ・トゥ・ティアラ 花冠の大地』EDテーマソング | ゲーム収録CD未発表曲 |